# 克莱孟二书
克莱孟二书是早期基督教作品，历史上曾一度被亚历山大科普特正教会和东正教会视为正典。该作品传统上被认为是克莱孟一世在公元1世纪所作。现代学者认为克莱孟二书写于公元95年到145年，作者并非克莱孟一世。